# 王承元
王承元（801年—834年2月3日），封岐国公，唐朝将领。他的家庭世代控制成德镇，但他在兄长王承宗死后拒绝统领成德军，此后做了朝廷将军直至去世。

## 王承宗生前
王承元生于唐德宗贞元十七年（801年），是王士真的儿子，上有兄王承宗、王承系、王承迪、王承庆、王承恭，下有弟弟王承泰、王承通等。史料没有记载王承元的母亲，仅可知非王承宗母吴氏。王士真在其父王武俊死后接管了成德。
元和四年（809年）王士真去世后，王承宗控制了成德，朝廷对他擅自继承父位予以制裁，他起初予以抗拒。五年（810年）朝廷对王承宗作战失利后，他却接受了制裁。十一年（816年），在王承宗要求下，王承元被任为充镇冀深赵观察支使、朝议郎、左金吾卫胄曹参军，兼监察御史。当朝廷宣布讨伐王承宗的前盟友平盧节度使李师道时，王承元建议兄长出二千骑为朝廷助战。虽然因为他还年轻，所言未被王承宗采纳，但此后军队经常询问王承元的意见。

## 王承宗死后
十五年（820年）十月，王承宗去世，手下秘不发丧。王承宗的两个儿子王知感、王知信在都城长安为人质。成德诸将想从彼此中选一个或从周边选节度使继承王承宗，而王承元的参谋崔燧则与诸校合计，假托王承宗祖母凉国夫人李氏之名，宣布王承元继任。当士兵向王承元鞠躬时，他流泪拒绝，请求和监军宦官商议。监军到后，也要求他接受推戴。在得到士兵忠于朝廷的承诺后，王承元接受了，但只以观察支使的名义，不称留后。他还秘密上表唐穆宗，请求朝廷派人永久接替他。监军也上表奏王承宗病笃，以王承元权知留后。作为回应，穆宗下达了一系列节度使调令：邻镇的魏博节度使田弘正调任成德，王承元以镇冀深赵等观察度支使、朝议郎、试金吾左卫胄曹参军兼监察御史授银青光禄大夫、检校工部尚书、守滑州刺史、御史大夫、义成军节度、郑滑观察等使，義成节度使劉悟调任昭义，武寧节度使李愬调任魏博，任田弘正之子田敦禮为河陽节度使。并加成德军将士官爵，赐钱一百万贯、军钱百万缗，全部释放镇内囚徒，给孤独、残废不能自理者粟帛，派官监视王承宗葬事且务令周厚，下诏赠赙，并封凉国夫人为晋国太夫人。
十一月，当起居舍人柏耆前来宣诏时，诸将及邻道都劝王承元继续割据。王承元与柏耆于馆驿召诸将告谕，诸将号哭喧哗。王承元劝他们接受朝命，引用平盧節度使李师道的部将挾持师道，抵抗朝廷，师道被朝廷讨伐，將領們卻杀了师道投降的事例，求他们让他离开，哭泣下拜。他还把家财赏赐给士兵。十将李寂等十余人坚持不让王承元离职，王承元将他们处决，上表表示愿意赴阙，加上宣谕使谏议大夫郑覃晓以大义，军中才安定。他很快离开成德，领兵二千前往义成。他的一些将吏想把成德的器用财货带走，被他下令制止。王承元的四个兄弟和堂兄弟被任为刺史，另有四人被用为朝臣。长庆元年（821年）正月，因王承元请求入朝，穆宗以京兆府司录参军温造为太原镇州等道宣慰使。三月，凉国夫人觐见穆宗时，穆宗在宫内为她赐宴，还送了她很多礼物。
同年七月，王承元在成德军时的衙内兵马使王廷凑在成德发动兵变杀死田弘正，诸镇节度使讨伐王廷凑，时卢龙、魏博也生乱，朝廷担心义成军与成德军接壤，王承元部下的二千成德军卒会被成德军劝诱，命鄜坊丹延节度观察等使韩充与王承元互换军镇。王承元调任途经长安时入朝，得到穆宗的赞许，也在一些场合被穆宗召见。二年（822年）二月，穆宗不得已以王廷凑为成德军节度使，复其军中将士官爵，以兵部侍郎韩愈为宣慰使，王廷凑以甲士相待，韩愈对甲士们举王承元归顺朝廷故二十岁即为节度使等例子，王廷凑担心甲士心变，麾出甲士，韩愈趁机说服其放过被其围困的深州刺史牛元翼。
七月，王承元又被调任到鳳翔为凤翔陇州节度观察等使。由于鳳翔地势平坦，吐蕃经常轻易入侵。王承元占据战略要冲在汧阳县西北八十里建造堡垒，分兵千人防守，皇帝赐堡垒名为臨汧城。他随后被封为岐国公，累加检校左仆射。他还在凤翔城东造了一座城，安置路过凤翔的商人和保护受到烽火惊扰的居民。四年（824年）三月，唐敬宗大赦天下，令王承元等在元和之后归朝的节度使若因本道债务、非法之事被诉则不得受理，并各与一子正员官。十二月，给来投降的吐蕃一十九人各赐衣一袭。唐文宗太和（827年—835年）初年，凉国夫人去世，文宗下诏表彰了王武俊的功劳，供给仪仗安葬。太和年间，王承元奏称：应管兵三万人，内军一千五百骑，请求再添置一千五百骑，请度支给衣粮草料。
王承元累加检校司空、御史大夫。太和五年（831年）十一月，入朝，改检校司空、青州刺史、充平卢军节度使、淄青登莱观察等使（这时平卢已被一分为三，军部也迁到了今山东潍坊）。当时，全国几乎都出现食盐垄断，平卢尚未受到影响，王承元请求将盐的生意交给朝廷处理。他的请求被接受了，还被推广到从平卢分出来的天平和兗海。六年（832年）九月，王承元奏称上缴治下五州两税共一十九万三千九百八十九贯。淄青自从反正后从未有两税上供，自此恢复。王承元宽容谦和，不管在哪個藩鎮，都能把軍民治理得很好。八年（834年）十一月，他卒于平卢节度使任上，追赠司徒。
开成元年（836年）正月，文宗下诏褒奖王承元等元和年间归顺朝廷之功，赐一子正员官。

## 轶闻
《玉泉子》及《唐语林》载：夏侯孜还是秀才时，曾科举落第，与一同落第的王生一起去凤翔府游玩，凤翔节度使设馆招待，从事还掷骰子祈祷二位秀才次年及第。后来夏侯孜进士及第，累官至宰相，而王生最终湮没无闻。夏侯孜在长庆二年（822年）五月前后为乡贡进士，于宝历二年（826年）进士及第，可见当时招待他的凤翔节度使即王承元。